# Trost (Familienname)
Trost ist ein deutscher Familienname.

## Namensträger
- Al Trost (* 1949), US-amerikanischer Fußballspieler
- Alessia Trost (* 1993), italienische Hochspringerin
- Alexander Trost (* 1981), deutscher Handballspieler
- Andreas Trost (1657–1708), deutscher Kupferstecher
- Annika Line Trost (* 1977), deutsche Sängerin, Songwriterin, Produzentin und Journalistin
- Armin Trost (* 1966), deutscher Psychologe
- Barry Trost (* 1941), US-amerikanischer Chemiker
- Bastian Trost (* 1974), deutscher Schauspieler
- Brad Trost (* 1974), kanadischer Politiker
- Brandon Trost (* 1981), US-amerikanischer Kameramann und Schauspieler
- Carl Trost (1811–1884), deutscher Maler
- Carlisle Trost (1930–2020), US-amerikanischer Admiral
- Daniel Trost (1803–1874), deutscher Bürgermeister und Mitglied der Zweiten Kammer der kurhessischen Ständeversammlung
- Dirk Trost (* 1957), deutscher Autor
- Dolfi Trost (1916–1966), rumänischer Dichter
- Edgar Trost (1940–2023), deutscher Generalleutnant
- Erentrud Trost (1923–2004), deutsche Glasmalerin und Mosaizistin
- Ernst Trost (Kirchenmusiker) (1905–1964), österreichischer Kirchenmusiker, Komponist, Organist und Musiklehrer
- Ernst Trost (1933–2015), österreichischer Journalist und Buchautor
- Ferdinand Trost (1818–1880), deutscher Dosenmaler
- Friedrich Trost der Ältere (Friedrich Georg Trost; 1844–1922), deutscher Maler und Illustrator
- Friedrich Trost der Jüngere (Friedrich Georg Trost; 1878–1959), deutscher Maler
- Friedrich Trost (Pädagoge) (1899–1965), deutscher Pädagoge und Politikwissenschaftler
- Gerhard Trost (1935–2013), deutscher Gebrauchsgrafiker
- Gottlieb Trost (1672–1728), deutscher Baumeister
- Günter Trost (* 1943), deutscher Psychologe
- Gustav Trost (1892–1969), deutscher Politiker (SPD)
- Heinrich Trost (Bauingenieur) (1926–2016), deutscher Bauingenieur und Hochschullehrer für Massivbau
- Heinrich Trost (1927–2017), deutscher Kunsthistoriker
- Joachim Trost, deutscher Zimmerer
- Johann Trost (Architekt) (auch Johannes Trost; 1639–1700), deutscher Architekt
- Johann Trost (Kunsthistoriker) (1789–1867), deutscher Kunsthistoriker
- Johann Baptist Matthäus Trost (1669–1727), deutscher Komponist
- Johann Tobias Gottfried Trost (auch Johann T. Trost; 1651–1721), deutscher Orgelbauer
- Johannes Trost (Politiker), deutscher Politiker
- Karl Trost (1890–1949), deutscher Metzger, Handwerksfunktionär und Politiker
- Katharina Trost (* 1995), deutsche Leichtathletin
- Katrin Trost (* 1959), deutsche Politikerin (CDU)
- Klaus Trost (1934–2023), deutscher Slavist und Hochschullehrer
- Martin Trost (1588–1636), deutscher Orientalist
- Melchior Trost (~1500–1559) deutscher Steinmetz und Baumeister
- Michael Trost (Johann Michael Trost; 1783–1856), deutscher Maler
- Pavel Trost (1907–1987), tschechischer Linguist und Literaturwissenschaftler
- Rainer Trost (* 1966), deutscher Sänger (Tenor)
- René Trost (* 1965), niederländischer Fußballspieler
- Sebastian Trost (* 1998), deutscher Handballspieler
- Sibylle Trost (* 1961), deutsche Journalistin und Filmemacherin
- Theodor Trost (1888–1959), deutscher Polizist
- Tobias Heinrich Gottfried Trost (1679/1681–1759), deutscher Orgelbauer
- Vera Trost (* 1954), deutsche Bibliothekarin
- Wilhelm Trost (Wilhelm Friedrich Trost; 1813–1901), deutscher Maler
- Willy Trost (1924–1977), deutscher Radsportler